# Nati nel 1923/Luglio
| Questa pagina contiene informazioni ricavate automaticamente dalle voci biografiche con l'ausilio del template Bio e di un bot. L'aggiornamento è periodico e automatico e ricostruisce completamente la pagina. Se manca una persona in questa lista, sei pregato di non aggiungerla, ma accertati piuttosto che la sua voce biografica contenga il template Bio e che i dati anagrafici siano correttamente compilati. Se il template Bio manca, inseriscilo tu stesso o, in alternativa, metti l'avviso {{tmp\|Bio}} che ne segnala la mancanza. Se i dati riportati sono sbagliati, correggi direttamente la voce biografica; le modifiche saranno visibili in questa lista entro pochi giorni. Per chiarimenti vedi il progetto biografie. La lista contiene solo le 161 persone che sono citate nell'enciclopedia e per le quali è stato implementato correttamente il template Bio. Pagina aggiornata al 2 lug 2025. |

- 1º luglio - Raffaele Cervo, politico italiano († 1993)
- 1º luglio - Herman Chernoff, matematico, statistico e fisico statunitense
- 1º luglio - Alfredo Faget, cestista cubano († 2003)
- 1º luglio - Constance Ford, attrice e modella statunitense († 1993)
- 1º luglio - Wilhelm Haferkamp, sindacalista e politico tedesco († 1995)
- 1º luglio - Enrico Panunzio, scrittore e poeta italiano († 2015)
- 2 luglio - Silvio Balderi, politico italiano († 2017)
- 2 luglio - Constantin Dăscălescu, politico romeno († 2003)
- 2 luglio - Evaristo Ferioli, calciatore italiano
- 2 luglio - Salvatore Galletti, scrittore e pittore italiano († 2010)
- 2 luglio - Gianfranco Piazzesi, scrittore e giornalista italiano († 2001)
- 2 luglio - Walter Schneiter, calciatore svizzero († 1972)
- 2 luglio - Wisława Szymborska, poetessa polacca († 2012)
- 2 luglio - Teodoro Zanini, calciatore e allenatore di calcio italiano († 2006)
- 3 luglio - Beniamino Finocchiaro, politico italiano († 2003)
- 3 luglio - Augusto Grasso, compositore italiano († 2010)
- 3 luglio - Henriette Grindat, fotografa svizzera († 1986)
- 3 luglio - Johnny Hartman, cantante e pianista statunitense († 1983)
- 3 luglio - Charles Hernu, politico francese († 1990)
- 3 luglio - Gino Peguri, compositore e arrangiatore italiano († 1991)
- 3 luglio - James Athanasius Weisheipl, presbitero, filosofo e scrittore statunitense († 1985)
- 3 luglio - Felipe Zetter, calciatore messicano († 2013)
- 4 luglio - Telemaco Arcangeli, marciatore italiano († 1998)
- 4 luglio - Rudolf Friedrich, politico svizzero († 2013)
- 4 luglio - George Mostow, matematico statunitense († 2017)
- 4 luglio - Jimmy Reese, cestista statunitense († 2010)
- 5 luglio - Fernando Farulli, pittore e incisore italiano († 1997)
- 5 luglio - Gustaaf Joos, cardinale e arcivescovo cattolico belga († 2004)
- 5 luglio - Angelo Turconi, calciatore e allenatore di calcio italiano († 2011)
- 6 luglio - Marie McDonald, attrice e cantante statunitense († 1965)
- 6 luglio - Wojciech Jaruzelski, politico e generale polacco († 2014)
- 6 luglio - Sandra Majocchi, cestista italiana († 2005)
- 6 luglio - Cathy O'Donnell, attrice statunitense († 1970)
- 6 luglio - Raleigh Trevelyan, scrittore inglese († 2014)
- 7 luglio - Giacinto Caramia, violoncellista italiano († 2015)
- 7 luglio - Omero Ciai, partigiano italiano († 1945)
- 7 luglio - Liviu Ciulei, regista, sceneggiatore e attore rumeno († 2011)
- 7 luglio - Eduardo Falú, chitarrista e compositore argentino († 2009)
- 7 luglio - Leonardo Ferrel, calciatore boliviano († 2013)
- 7 luglio - Antonio Mazzarino, politico, latinista e filologo classico italiano († 1999)
- 7 luglio - Saverio Tutino, giornalista e scrittore italiano († 2011)
- 8 luglio - Didier Anzieu, psicoanalista francese († 1999)
- 8 luglio - Val Bettin, attore e doppiatore statunitense († 2021)
- 8 luglio - Harrison Dillard, velocista e ostacolista statunitense († 2019)
- 8 luglio - Emilio Ferretti, partigiano, sindacalista e politico italiano († 2007)
- 8 luglio - Dragoljub Janošević, scacchista jugoslavo († 1993)
- 8 luglio - Fortunato Licandro, politico italiano († 1985)
- 9 luglio - Franco Carpanelli, architetto italiano († 2023)
- 9 luglio - Jean Couzy, alpinista francese († 1958)
- 9 luglio - Julio Musimessi, calciatore argentino († 1996)
- 9 luglio - Franco Russoli, museologo, critico d'arte e storico dell'arte italiano († 1977)
- 10 luglio - René Amabuyok, nuotatore filippino
- 10 luglio - Rudolf Kehrer, pianista, compositore e docente russo († 2013)
- 10 luglio - Attilio Marinari, critico letterario italiano († 2000)
- 11 luglio - František Havránek, allenatore di calcio e calciatore cecoslovacco († 2011)
- 11 luglio - Ray Lumpp, cestista statunitense († 2015)
- 11 luglio - Richard Pipes, storico statunitense († 2018)
- 11 luglio - Nena, calciatore brasiliano († 2010)
- 11 luglio - Aldo Stella, storico italiano († 2007)
- 11 luglio - Guy Bara, fumettista belga († 2003)
- 12 luglio - René Favaloro, cardiochirurgo argentino († 2000)
- 12 luglio - James Gunn, scrittore di fantascienza statunitense († 2020)
- 13 luglio - Alexandre Astruc, regista, sceneggiatore e critico cinematografico francese († 2016)
- 13 luglio - Lido Catelli, calciatore italiano († 1995)
- 13 luglio - Antonio Rodriguez Flóres, calciatore messicano († 2001)
- 13 luglio - Michail Ivanovič Pugovkin, attore sovietico († 2008)
- 14 luglio - Franco Bertinetti, schermidore italiano († 1995)
- 14 luglio - Luciano Damiani, scenografo, costumista e regista teatrale italiano († 2007)
- 14 luglio - Michiko Hirayama, soprano giapponese († 2018)
- 14 luglio - Primo Nebiolo, dirigente sportivo italiano († 1999)
- 14 luglio - Alex Perolli, calciatore e allenatore di calcio albanese († 1994)
- 14 luglio - Dale Robertson, attore statunitense († 2013)
- 14 luglio - Willie Steele, lunghista statunitense († 1989)
- 14 luglio - António Quadros, filosofo e scrittore portoghese († 1993)
- 15 luglio - Luigi Gatteschi, matematico italiano († 2007)
- 15 luglio - Eugenio Gerli, architetto e designer italiano († 2013)
- 15 luglio - Philly Joe Jones, batterista statunitense († 1985)
- 16 luglio - Giuseppe Madini, calciatore e allenatore di calcio italiano († 1998)
- 17 luglio - Iro Bonci, calciatore italiano († 1977)
- 17 luglio - Bruno Callieri, psichiatra italiano († 2012)
- 17 luglio - John Newton Cooper, ingegnere, pilota automobilistico e imprenditore britannico († 2000)
- 17 luglio - Carmine De Angelis, pittore italiano († 1986)
- 17 luglio - Francesca Edera De Giovanni, partigiana italiana († 1944)
- 17 luglio - Traian Ionescu, allenatore di calcio e calciatore rumeno († 2006)
- 18 luglio - Gastone Lanfredini, artista e pittore italiano († 2005)
- 18 luglio - Mario Limentani, superstite dell'Olocausto italiano († 2014)
- 18 luglio - Michael Medwin, attore e produttore cinematografico britannico († 2020)
- 18 luglio - Michio Morishima, economista e matematico giapponese († 2004)
- 19 luglio - Lidia Axionova, direttrice d'orchestra e pedagoga moldava († 2019)
- 19 luglio - Leon Ferguson, pallanuotista australiano († 1989)
- 19 luglio - Jay Haley, psicoterapeuta statunitense († 2007)
- 19 luglio - Alex Hannum, cestista, allenatore di pallacanestro e dirigente sportivo statunitense († 2002)
- 19 luglio - Joseph Hansen, scrittore statunitense († 2004)
- 19 luglio - Osvaldo Mariño, pallanuotista uruguaiano († 2007)
- 19 luglio - Haruo Minami, cantante giapponese († 2001)
- 19 luglio - Umberto Prous, pianista e compositore italiano († 1982)
- 20 luglio - Elisabeth Becker, militare tedesca († 1946)
- 20 luglio - Ivan Bodin, calciatore svedese († 1991)
- 20 luglio - Franco Calabrese, basso italiano († 1992)
- 20 luglio - Luciano De Pascalis, politico italiano († 1994)
- 20 luglio - Luigi Guardigli, pittore italiano († 2008)
- 20 luglio - Giorgio Pellini, schermidore italiano († 1986)
- 21 luglio - Rudolph Marcus, chimico canadese
- 21 luglio - Ferruccio Piva, politico e medico sammarinese († 2008)
- 21 luglio - Sergio Susmel, calciatore italiano († 1978)
- 21 luglio - Paul Xuereb, politico maltese († 1994)
- 22 luglio - Walter Ballmer, grafico svizzero († 2011)
- 22 luglio - Mukesh, cantante indiano († 1976)
- 22 luglio - Carlo Colombetti, calciatore italiano
- 22 luglio - Marino Dalmonte, partigiano italiano († 1944)
- 22 luglio - Alberto De Negri, calciatore italiano
- 22 luglio - Bob Dole, politico, militare e avvocato statunitense († 2021)
- 22 luglio - César Ardavin, regista e sceneggiatore spagnolo († 2002)
- 22 luglio - Isao Kimura, attore giapponese († 1981)
- 22 luglio - The Fabulous Moolah, wrestler statunitense († 2007)
- 22 luglio - Rolando Rubalcava, cestista messicano († 1996)
- 22 luglio - Nettie Witziers-Timmer, velocista olandese († 2005)
- 22 luglio - Roland de Candé, musicologo, compositore e critico musicale francese († 2013)
- 23 luglio - Giuseppe Boffa, giornalista, storico e politico italiano († 1998)
- 23 luglio - Aldo Ducci, politico italiano († 1995)
- 23 luglio - Cyril M. Kornbluth, autore di fantascienza statunitense († 1958)
- 23 luglio - Nedo Logli, ciclista su strada italiano († 2014)
- 23 luglio - Germain Muller, drammaturgo, poeta e attore teatrale francese († 1994)
- 23 luglio - Silvio Ravera, presbitero e scrittore italiano († 2003)
- 24 luglio - Richard Gregory, psicologo e neuroscienziato britannico († 2010)
- 24 luglio - Cristina Hurtado, cestista messicana († 2010)
- 24 luglio - George Mallet, politico santaluciano († 2010)
- 24 luglio - Albert Vanhoye, cardinale francese († 2021)
- 24 luglio - William Weaver, traduttore e saggista statunitense († 2013)
- 25 luglio - Giuseppe Ambrosoli, medico, presbitero e missionario italiano († 1987)
- 25 luglio - Tito Balestra, poeta italiano († 1976)
- 25 luglio - Luigi Belloli, vescovo cattolico italiano († 2011)
- 25 luglio - Estelle Getty, attrice statunitense († 2008)
- 25 luglio - Maria Gripe, scrittrice svedese († 2007)
- 25 luglio - Kosta Tomašević, calciatore jugoslavo († 1976)
- 25 luglio - Leonardo Villar, attore brasiliano († 2020)
- 26 luglio - Uber Bacilieri, pugile italiano († 2007)
- 26 luglio - Biff Elliot, attore statunitense († 2012)
- 28 luglio - Theodore Bruce, lunghista australiano († 2002)
- 28 luglio - Harry Miller, cestista statunitense († 2007)
- 28 luglio - Lea Padovani, attrice italiana († 1991)
- 28 luglio - Egidio Palmiri, circense italiano († 2020)
- 28 luglio - Aristide Sartor, canottiere italiano († 1979)
- 29 luglio - Marcello Cini, fisico e ambientalista italiano († 2012)
- 29 luglio - Jole Giugni Lattari, politica italiana († 2007)
- 29 luglio - Piero Lacaita, editore italiano († 2009)
- 29 luglio - Jim Marshall, imprenditore britannico († 2012)
- 29 luglio - Gordon Mitchell, attore statunitense († 2003)
- 29 luglio - Edward Peeters, ciclista su strada belga († 2002)
- 30 luglio - Dipa Nusantara Aidit, politico indonesiano († 1965)
- 30 luglio - Guido Basso, pittore italiano († 1995)
- 30 luglio - Dino Boschi, pittore italiano († 2015)
- 30 luglio - Maurice Boutel, regista e sceneggiatore francese († 2003)
- 30 luglio - Celso Miglietti, partigiano italiano († 1944)
- 30 luglio - Ray Wertis, cestista statunitense († 2006)
- 30 luglio - Hrant Šahinyan, ginnasta sovietico († 1996)
- 31 luglio - Ahmet Ertegün, produttore discografico e imprenditore turco († 2006)
- 31 luglio - Joseph Keller, matematico statunitense († 2016)
- 31 luglio - Stephanie Louise Kwolek, chimica statunitense († 2014)
- 31 luglio - Ana Mariscal, attrice, regista e sceneggiatrice spagnola († 1995)
- 31 luglio - Juan Vernet Ginés, orientalista, arabista e storico spagnolo († 2011)